# Δ-دکالاکتون
δ-دکالاکتون (DDL) یک ترکیب شیمیایی است که به عنوان لاکتون طبقه‌بندی می‌شود و به‌طور طبیعی در میوه‌ها و محصولات لبنی به‌طور جزئی وجود دارد. می‌توان آن را هم از منابع شیمیایی و هم از منابع زیستی به دست آورد. از نظر شیمیایی، از اکسایش بایر–ویلیگر دلفون تولید می‌شود. از زیست توده، می‌توان آن را از طریق هیدروژنه کردن ۶-آمیل-α-پیرون تولید کرد. DDL در صنایع غذایی، پلیمر، و کشاورزی برای فرموله کردن محصولات مهم کاربرد دارد.
انانتیومر S آن بوی خوبی دارد. انانتیومر R جزء اصلی بوی بد هشدار دهنده تشی آمریکای شمالی است.